# Pârjol
Pârjol é uma comuna romena localizada no distrito de Bacău, na região de Moldávia. A comuna possui uma área de 54.26 km² e sua população era de 6805 habitantes segundo o censo de 2007.